# Kiedy Harry poznał Sally
Kiedy Harry poznał Sally (ang. When Harry Met Sally) – amerykański film komediowy z roku 1989 w reżyserii Roba Reinera.

## Obsada
- Billy Crystal – Harry Burns
- Meg Ryan – Sally Albright
- Carrie Fisher – Marie
- Bruno Kirby – Jess
- Steven Ford – Joe
- Lisa Jane Persky – Alice
- Michelle Nicastro – Amanda Reese

## Opis fabuły
Harry Burns i Sally Albright poznają się przez przypadek jako studenci w 1977 roku, w drodze z Chicago do Nowego Jorku. Podróż pełna jest nieporozumień, głównie z powodu różnego światopoglądu, a zwłaszcza postrzegania relacji męsko-damskich. Po zakończeniu nauki on zostaje prawnikiem, a ona dziennikarką, ich drogi się rozchodzą. Pięć lat później Harry i Sally znów spotykają się przypadkowo, tym razem w samolocie. Ich postawy nie uległy przez ten czas zmianie, a spotkanie nie należy do udanych. Ponownie spotykają się po kolejnych pięciu latach – tym razem w księgarni. Obydwoje są samotni. Sally rozstała się ze swoim partnerem, a Harry rozwiódł się z żoną. Bohaterowie nie wierzą w przyjaźń między kobietą a mężczyzną. Stanowczo stwierdzają, że zawsze przeradza się ona w romans, który kończy się wielkim rozczarowaniem. Jednak zaczynają się regularnie spotykać. Pomagają sobie w trudnych chwilach, dzielą się radościami i troskami, opowiadają o kolejnych związkach. Nadal jednak łączy ich wyłącznie przyjaźń. Żadnych głębszych uczuć. Poznają swoje wady i zalety. Tak mija kolejne pięć lat. Aż dochodzi do poważnego nieporozumienia. Harry uświadamia sobie wszystko i w noc sylwestrową odnajduje samotną Sally na balu pełnym par. Po wieloletniej przyjaźni oboje odkrywają, że od dawna są w sobie zakochani.

## Nagrody i nominacje
Oscary za rok 1989
- Najlepszy scenariusz oryginalny – Nora Ephron (nominacja)

Złote Globy 1989
- Najlepsza komedia lub musical (nominacja)
- Najlepsza reżyseria – Rob Reiner (nominacja)
- Najlepszy scenariusz – Nora Ephron (nominacja)
- Najlepszy aktor w komedii lub musicalu – Billy Crystal (nominacja)
- Najlepsza aktorka w komedii lub musicalu – Meg Ryan (nominacja)

Nagrody BAFTA 1989
- Najlepszy scenariusz oryginalny – Nora Ephron
- Najlepszy film – Rob Reiner (nominacja)